# Xicotencatl II
Xicotencatl II Axayacatl, aussi appelé Xicotencatl le Jeune (mort en 1521), était un prince et chef de guerre, portant probablement le titre de Tlacochcalcatl, de l'État précolombienne Tlaxcala au moment de la conquête espagnole du Mexique.

## Biographie
Il était le fils du dirigeant de Tizatlan (l'un des quatre altepeme de Tlaxcala) Xicotencatl I. Ce dernier étant âgé et malade, il en était le chef de facto. Son nom nahuatl, prononcé ʃiːkoʔˈteːŋkatɬ, est parfois épelé Xicohtencatl.